# 44192 Paulguttman
44192 Paulguttman este un asteroid din centura principală de asteroizi.

## Descriere
44192 Paulguttman este un asteroid din centura principală de asteroizi. A fost descoperit pe 18 iunie 1998 la Mount Hopkins de Carl W. Hergenrother. Asteroidul prezintă o orbită caracterizată de o semiaxă mare de 2,54 ua, o excentricitate de 0,18 și o înclinație de 14,0° în raport cu ecliptica.